# ウォーレン夫妻
ウォーレン夫妻（ウォーレンふさい）あるいはエド&ロレイン・ウォーレン夫妻（エド アンド ロレイン・ウォーレンふさい、夫：エド・ウォーレン、妻：ロレイン・ウォーレン）はアメリカの心霊研究家夫妻である。
アナベル事件（アナベル 死霊館の人形）、エンフィールド事件（エンフィールドのポルターガイスト）、アミティビル事件（オーシャン・アベニュー112番地）、ペロン一家事件（死霊館）などを主張した。なお、アミティビル事件に関してはジョージ・ラッツとディフェイオ事件犯人弁護士の金儲けのための嘘であったことが発覚している。
夫のエドはカトリック教会が唯一公認した非聖職者の悪魔研究家であり妻のロレインも透視や霊視能力を持っている。
世界でも特に有名な心霊研究家ではあるものの、その活躍が有名になった影響か、個人としての情報はあまりなく映画『死霊館 エンフィールド事件』で触れられているウォーレン夫妻の馴れ初め等の情報はほぼない。